# Tårkanalen

Tårsystemet: a) tårkörtel, b) övre tårpunkt, c) övre tårrör, d) tårsäck, e) nedre tårpunkt, f) nedre tårrör, g) tårnäskanal.

Tårkanalen tar upp tårvätskan som inte avdunstat, när ögat blivit fuktat/reparerat av tårkörtlarnas sekret. Närmast näsan på både övre och nedre ögonlocken finns små tårpunkter som är öppningarna till tårkanalerna. Dessa kanaler går sedan vidare till tårsäcken som tömmer sig i näsan.
Om man har för trånga tårkanaler, eller igensatta, kan de inte ta upp all överflödig tårvätska under normala förhållanden, och då blir det till tårar i stället.